# Billbergia lymanii
Billbergia lymanii är en gräsväxtart som beskrevs av Edmundo Pereira och Elton Martinez Carvalho Leme. Billbergia lymanii ingår i släktet Billbergia och familjen Bromeliaceae. Inga underarter finns listade i Catalogue of Life.